# Rivington Street
Rivington Street est une rue de New York.

## Situation et accès
Cette voie traverse le quartier du Lower East Side, en partant de Bowery, dans l'arrondissement de Manhattan.
Le trafic y est en sens unique vers l'ouest.

## Origine du nom
Son nom vient de James Rivington (en) (1724 – 1802), un journaliste américain.

## Historique
On y trouvait la première synagogue roumano-américaine, qui a été détruite en 2006.
Au début du XXe siècle, la rue a été le foyer de nombreux immigrants italiens et juifs, d'où le lieu de naissance de nombreux Italiens et Juifs américains de deuxième génération. George Burns y vécut pendant un certain temps.

## Bâtiments remarquables et lieux de mémoire

### Dans la culture populaire
- Rivington Street a été utilisé pour la pochette de l'album Paul's Boutique des Beastie Boys.
- La boulangerie de Jacob Kowalski dans la série de films Les Animaux fantastiques se trouve sur Rivington Street[1].